# 中国2010年上海世界博览会国际信息发展网馆

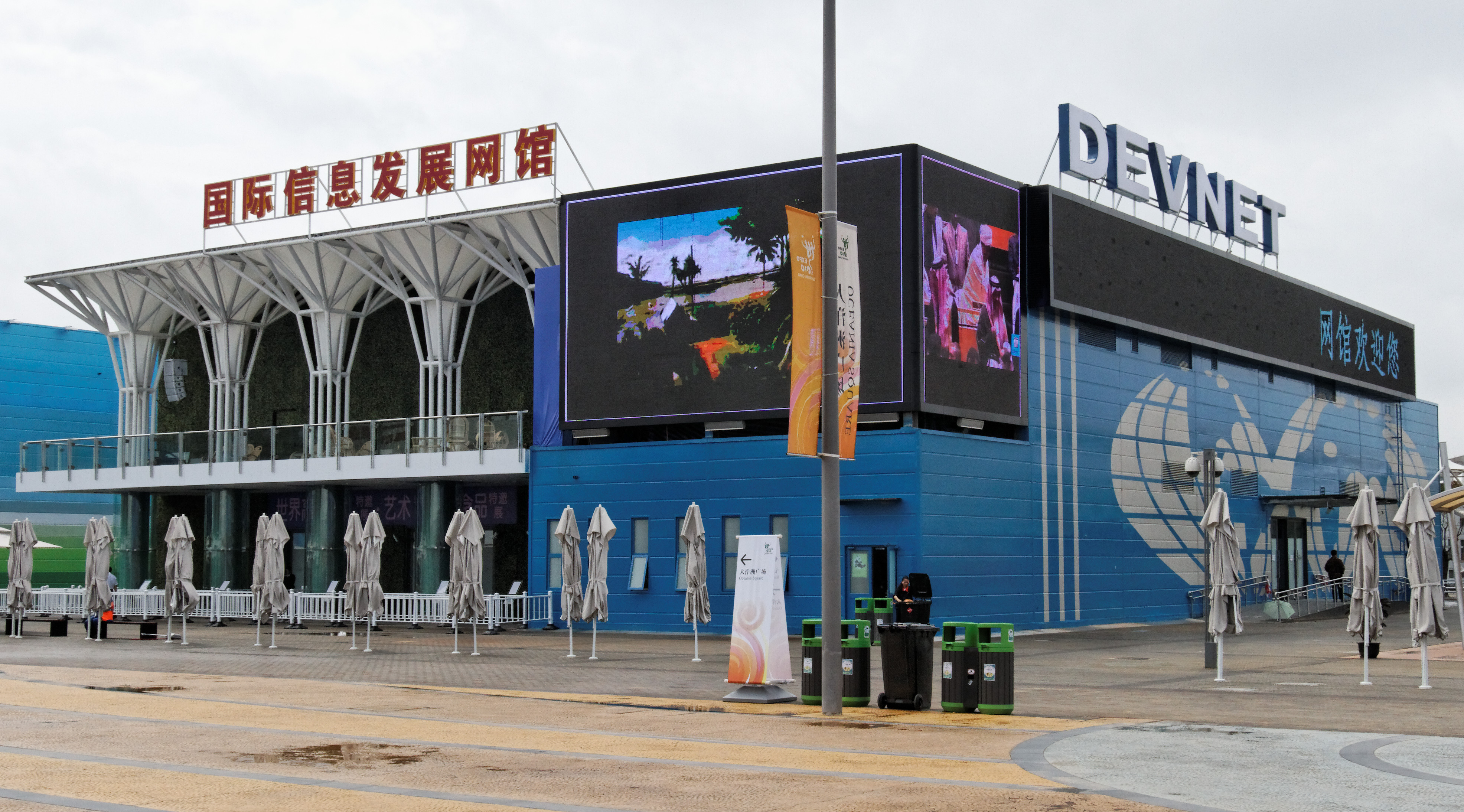
国际信息发展网馆

中国2010年上海世界博览会国际信息发展网馆，简称国际信息发展网馆（英文：DEVNET Pavilion at Expo 2010），是中国2010年上海世界博览会代表国际信息发展网的展馆，位于世博园区B片区。该展馆的主题为“城市援救与和谐生活、国际沟通与合作”，展馆荣誉日为9月8日。该展馆共设两层，分为“慈善名人榜”、“名流座右铭”、“日本文化街”和“百家姓”4个部分。